# Systaria insulana
Systaria insulana är en spindelart som först beskrevs av William Joseph Rainbow 1902.  Systaria insulana ingår i släktet Systaria och familjen sporrspindlar. Inga underarter finns listade i Catalogue of Life.